# Unihockey-Europacup 1995
Der Unihockey-Europacup 1995 war die dritte Auflage des Wettbewerbes. Austragungsort war Karlstad in Schweden vom 27. bis 30. Dezember 1995.

## Gruppe A
| Gruppe A    |      |                   |
| Balrog IK   | 15:2 | Tatran Stresovice |
| Balrog IK   | 6:1  | UHC RW Chur       |
| UHC RW Chur | 10:2 | Tatran Stresovice |

## Gruppe B
| Gruppe B        |      |                 |
| Holmlia SK Oslo | 7:2  | Kopenhavn FK    |
| Kista IBK       | 23:0 | Lekrings Cesis  |
| Holmlia SK Oslo | 5:9  | SSV Helsinki    |
| Kopenhavn FK    | 0:15 | Kista IBK       |
| Lekrings Cesis  | 1:23 | SSV Helsinki    |
| Lekrings Cesis  | 0:22 | Holmlia SK Oslo |
| SSV Helsinki    | 11:0 | Kopenhavn FK    |
| Kista IBK       | 2:0  | Holmlia SK Oslo |
| Kopenhavn FK    | 3:3  | Lekrings Cesis  |
| SSV Helsinki    | 6:6  | Kista IBK       |

## Semifinale
- Kista IBK  4:2  UHC RW Chur
- Balrog IK  3:2  SSV Helsinki

## Platz 7./8.
- Kopenhavn FK  9:3  Lekrings Cesis

## Platz 5./6.
- Holmlia SK Oslo  7:4  Tatran Stresovice

## Platz 3./4.
- SSV Helsinki  4:2  UHC RW Chur

## Finale
- Kista IBK  5:2  Balrog IK